# SNOMED CT
SNOMED CT (Систематизированная медицинская номенклатура — Клинические термины) — это систематизированная машинно-обрабатываемая медицинская номенклатура. В состав SNOMED CT входит совокупность элементов: медицинские термины (terms), коды терминов (codes) и определители кодов (definitions). SNOMED CT применяется в медицинской документации и отчётах для повышения эффективности работы с клиническими данными. Систематизация клинической информации способствует общему повышению качества оказываемых услуг по лечению. SNOMED CT является базовой терминологией, используемой для ведения электронных медицинских записей. Термины номенклатуры SNOMED CT отражают понятия следующих категорий медицины и здравоохранения:
- медицинские расстройства,
- симптоматика заболеваний,
- диагнозы,
- медицинские процедуры и вмешательства,
- структуры тела,
- типы живых организмов,
- химические вещества,
- фармацевтические продукты,
- медицинские изделия (изделия медицинского назначения),
- образцы для проведения анализов.

SNOMED CT обеспечивает согласованность форм информационного обмена и способствует упорядочиванию содержимого электронных медицинских записей. Номенклатура ограничивает вариативность способов записи, кодирования и применения клинических данных, и, таким образом, положительно влияет на достижения интероперабельности (совместимости) электронных медицинских записей.
Бесплатные автоматизированные инструменты и сервисы кодирования клинической информации, предоставляющие пользователям список ранжированных кодов (с указанием предпочтительных кодов для каждого конкретного случая) помогают медицинским специалистам ориентироваться в терминологии SNOMED CT.
SNOMED CT позволяет устанавливать перекрестные соответствия («cross-mapping») её концептов с элементами других международных клинических терминологий и классификаций. В настоящий момент успешно завершен первый этап подготовки таблиц соответствий концептов SNOMED CT и элементов Международной классификации болезней 10-го пересмотра. Экспертная проверка обнаружила функциональную применимость и достоверность разработанных таблиц соответствий.
Специализированные языковые версии (расширения) Международного релиза SNOMED CT содержат переведённые фрагменты англоязычной медицинской терминологии (на другие языки) и/или локальные термины. Например, SNOMED CT-AU (Австралийское расширение), выпущенное в декабре 2009 года, полностью комплиментарно Международному релизу SNOMED CT, но включает в себя термины и понятия, свойственные исключительно австралийской системе здравоохранения.

## Структура SNOMED CT
В клиническую терминологию SNOMED CT входят следующие базовые компоненты:
1. Коды (идентификатор) концептов (concept code) — это числовые кодированные представления понятий (в том числе и медицинских). Коды организованы по иерархиям, используются для представления моносоставных (состоящих из одного слова) и сложных клинических терминов. Коды концептов представляют собой строки от 6 до 18 чисел (обычно 8 или 9) и имеют конкретные значения. Набор чисел, из которых состоит код, не несет какого-либо самостоятельного смысла.
2. Описания (descriptions) — это текстовое определение (описание) кода концепта на естественном языке.
3. Взаимосвязи (relationships) используются для выражения отношений между кодами концептов, имеющих схожее семантическое значение.
4. Референтные (справочные) терминологические наборы (reference sets) используются для распределения по группам концептов (concepts), описаний концептов (descriptions), других терминологических наборов и кросс-таблиц по группам.

Следует выделить следующие типы взаимосвязей (relations):
- Определительные (definitional): истинные выражения о концепте;
- Специфицирующие (qualifiers): могут использоваться для уточнения значения концепта;
- Исторические (historical): связывают устаревшие (замененные) концепты с активными;

Концепты SNOMED CT представляют понятия / элементы предметной области и используются для категоризации сущностей и процессов в медицине и здравоохранении.
На момент 2011 года в состав номенклатуры SNOMED CT входило 311 000 концептов. Каждый из концептов имеет уникальный числовой идентификатор. Так, термину «инфаркт миокарда» соответствует «22298006».
Все концепты SNOMED CT организованы в ациклические классификационные иерархии (иерархии «это есть» («is a»)). Например, вирусная пневмония — («это есть») инфекционная пневмония — («это есть») инфекционное заболевание. Такая структура позволяет записывать и извлекать данные на различном уровне их группирования.
Концепты SNOMED CT соотнесены друг с другом более чем 1 360 000 связей, называемых «отношениями» («relationships»). Различные клинические термины и определения, дающие описание концептам, называются «определителями» («descriptions»). Определители разделяются на:
- «Развернутые определения» («fully specified names»). Например, «Open wound of thumb» («Открытая рана большого пальца»).
- «Предпочтительные термины» («preferred terms»).
- «Синонимы» («synonyms»).

Каждому концепту соответствует одно уникальное развернутое определение и один предпочтительный термин, то есть термин, отобранный медицинскими специалистами, как наиболее часто используемый для выражения конкретного клинического понятия / представления. Концепты могут быть дополнены рядом синонимов. Синонимы - это термины или выражения, используемые для определения концепта. Уникальность и однозначность не являются обязательными свойствами синонимов.

## Кодирование
SNOMED CT направлена на кодирование объектов / процессов реального мира, имеющих отношение к здоровью и здравоохранению:
- Обстоятельственных данных (в общем контексте);
- Медицинских процедур / вмешательств;
- Медицинских показателей, заболеваний;
- Событий;
- Структур тела, анатомических и морфологических аномалии;
- Объектов / процессов, оказывающих влияние на заболевание (организмов, веществ, физических сил, объектов реального мира, социального контекста);
- Других объектов / процессов, имеющих отношение к здоровью.

## Формальная модель, лежащая в основе SNOMED CT
Систематизированную медицинскую номенклатуру SNOMED CT можно рассматривать как многоязычный тезаурус со свойствами онтологии.
Свойства SNOMED CT как тезауруса выражаются в существовании отношения типа «концепт-термин». Приведем пример: для концепта «82272006» существует несколько синонимичных терминов — «насморк», «острый вирусный ринофарингит» и «вирусная инфекция верхних дыхательных путей», а также термины на других языках — «viral upper respiratory tract infection», «acute coryza» (англ.).
Онтологическим же свойством SNOMED CT является наличие иерархии классов. В отличие от статистических классификаций, таких как МКБ, в SNOMED CT широко представлено перекрытие классов. На практике это означает, что концепт SNOMED CT «82272006» определяет класс отдельных экземпляров (instances) заболеваний, которые соответствуют общему значению «простуда» (то есть «насморк», «острый вирусный ринофарингит» или «вирусная инфекция верхних дыхательных путей»). Суперклассы, представленные в SNOMED CT, связывают классы в отношении «включение». Таким образом, отдельные «простудоподобные» состояния («насморк», «острый вирусный ринофарингит») включаются в общий суперкласс «простуда» или «вирусная инфекция верхних дыхательных путей».
Реляционные суждения SNOMED CT можно представить в виде формулы «Концепт1 — Отношениех — Концепт2», где Отношениех является «связывающим концептом» («linkage concept») и используется для обозначения локализации (патологического процесса), этиологического фактора и т. д.

## Предкоординация и посткоординация в SNOMED CT
Композиционный синтаксис SNOMED CT используется для выражения медицинский реалий, которые не могут быть представлены единым концептом. Например, не существует такого концепта, которым бы можно было выразить наличие у пациента «ожога третьей степени указательного пальца левой руки, вызванного ошпариванием». Композиционный синтаксис позволяет представить данное выражение в следующей форме:
```
284196006 | burn of skin (ожог кожи)| 

:
   116676008 | associated morphology (морфология ожога) | = 80247002 | third degree burn injury (ожог третьей степени) |
, 272741003 | laterality (латерализация) | = 7771000 | left (левый) |  
, 246075003 | causative agent (этиологический фактор)| = 47448006 | hot water (горячая вода) |  
, 363698007 | finding site (локализация) | = 83738005 | index finger structure (указательный палец) 
```

Посткоординация позволяет снять необходимость в создании безграничного количества концептов для выражения существующих медицинских реалий.
Большая часть информационных систем не разрешает использование посткоординированные выражений, однако, благодаря дескрипционной логике, такие выражения могут быть переведены в предкоординированную форму. Вышеуказанное посткоординированное выражение можно представить в следующей форме:
```
64572001 | disease (заболевание) | 

:
    246075003 | causative agent (этиологический фактор) | = 47448006 | hot water (горячая вода)|  
 , 363698007 | finding site (локализация)| = ( 83738005 | index finger structure (указательный палец)| 

:
    272741003 | laterality (латерализация)| = 7771000 | left (левая)| )  
 , { 116676008 | associated morphology (морфология)| = 80247002 | third degree burn injury (ожог третьей степени) |  
 , 363698007 | finding site (локализация)| = 39937001 | skin structure (кожные структуры)| }
```

## Применение SNOMED CT в информационных системах и ПО
SNOMED CT используется в качестве компонента следующего программного обеспечения:
- Системы электронных историй болезни (EHR systems);
- Генетические базы данных;
- Системы компьютеризированного ввода информации о пациенте;
- Компьютеризированные перечни медицинских услуг;
- Базы данных систем поддержки принятия клинических решений;
- Лабораторные информационные системы (для представления результатов клинических анализов);

## Краткий глоссарий
- Выражение SNOMED CT (SNOMED CT Expression) — это структурированное сочетание одного или нескольких концептов SNOMED CT, используемых для кодирования той или иной клинической ситуации. Выражение является предкоординированным (pre-coordinated), если состоит из одного идентификатора концепта, или посткоординированным (post-coordinated), если состоит из нескольких единичных идентификаторов.
- Идентификатор SNOMED CT (SNOMED CT Identifier) — код, значение которого определяется аффилированной лицензией IHTSDO.
- Концепт (понятие) SNOMED CT (SNOMED CT Concept) — это компонент терминологии, представляющий клиническое понятие и связанный с конкретным идентификатором SNOMED CT.
- Кросс-мэппинг (Map) — процесс установления соответствий эквивалентных или схожих клинических понятий, закодированных различным способом в нескольких терминологических системах.
- Международный релиз SNOMED CT (International Release of SNOMED CT) — это релиз терминологии, подготовленный и распространяемый IHTSDO, релиз-центрами IHTSDO и аффилированными лицензиатами. В состав Международного релиза входят файлы терминологии SNOMED CT и документация по её применению.
- Модель концепта SNOMED CT (SNOMED CT Concept Model) — это набор правил, определяющих логическую структуру выражений SNOMED CT, а также разрешенный набор отношений между конкретными типами концептов SNOMED CT.
- Наблюдаемые сущности (Observable Entity) — это концепты, входящие в категорию «Наблюдаемые сущности» иерархии SNOMED CT.
- Номенклатура (Nomenclature) — это способ систематизации терминов (какой-либо области), основанный на установленных правилах их именования.
- Описание SNOMED CT (SNOMED CT Description) — это компонент терминологии, который представляет собой понятное человеку описание (в виде фразы или термина) конкретного концепта SNOMED CT.
- Предпочтительный термин (Preferred term) — термин, употребление которого предпочтительно по отношению к другим терминам, несмотря на единство обозначаемого ими понятия. Так, «стенокардия» является предпочтительным термином по отношению к термину «грудная жаба».
- Референтный (справочный) терминологический набор (RefSet) — это структура данных, позволяющая подготавливать и распространять наборы данных SNOMED CT. Учитывая то, что в конкретной ситуации оказания медицинской помощи медицинские терминологии никогда не используются в полном объёме, был выработан механизм подготовки терминологических наборов. С помощью такого механизма происходит отбор концептов, описателей и отношений, для их дальнейшего использования в программном обеспечении клинического назначения (с учётом медицинской специализации такого ПО). Данный механизм также может использоваться для исключения ряда элементов терминологии из процесса кодирования клинической информации (например, для исключения терминов ветеринарии из процесса кодирования данных о пациенте).
- Файлы релиза (Release Files) — это файлы, входящие в Международный релиз SNOMED CT.